# قلعه‌جوق (مه‌ولات)
قلعه جوق (مه ولات)، روستایی از توابع بخش شادمهر شهرستان مه ولات در استان خراسان رضوی ایران است. این روستا در دهستان ازغند قرار دارد و براساس سرشماری مرکز آمار ایران در سال ۱۳۸۵، جمعیت آن ۵۱۷ نفر (۱۶۵خانوار) بوده‌است. کد خدا : حمیدرضا علیشاهی 

اقتصاد
حرفه اصلی مردمان قلعه جوق کشاورزی و دامداری است.
از محصولات اصلی این روستا می‌توان به انواع م‍یوه‌های هسته دار مثل زردآلو، هلو، سیب و همچنین زعفران اشاره کرد.